# Pteromalus cosis
Pteromalus cosis är en stekelart som beskrevs av Walker 1839. Pteromalus cosis ingår i släktet Pteromalus och familjen puppglanssteklar. Inga underarter finns listade i Catalogue of Life.